# Herb Wysp Salomona
Herb Wysp Salomona – herb Wysp Salomona obowiązujący od 1978 roku.  

## Opis
Herb to tarcza dwudzielna w pas. W głowicy w polu błękitnym siedzi bielik melanezyjski (łac. Haliaeetus sanfordi), pomiędzy dwiema fregatami w locie. W polu dolnym złotym dzielonym w krzyż skośny o zielonym polu, na którym dwa skrzyżowane oszczepy skierowane grotami w dół, na przecięciu się ramion krzyża panoplia złożone z miejscowych strzał, łuku i kołczanu. Po bokach dwa żółwie zielone. Trzymaczami są krokodyl różańcowy (Crocodylus porosus) i rekin, prawdopodobnie żarłacz biały (Carcharodon carcharias). W klejnocie stylizowana miejscowa łódź i słońce. Labry srebrno-błękitne. Na dole umieszczona jest wstęga z mottem narodowym w języku angielskim: To lead is to serve (Prowadzić znaczy służyć). 
Herb przyjęty został 7 lipca 1978 roku i bazuje na herbie nadanym w 1956 roku.

## Historia

1906–1947
1947–1956
1956–1978